# محمد ادریسی
محمد ادریسی (زادهٔ ۱۳۱۲ در اراک - درگذشتهٔ ۱۳۹۴ تهران) شیمی‌دان، استاد شیمی دانشگاه صنعتی امیرکبیر و چهره ماندگار دورهٔ هفتم در ۱۳۸۷ بود.

## زندگی
محمد ادریسی به سال ۱۳۱۲ در اراک زاده شد. او مدرک کارشناسی شیمی را در سال ۱۳۳۵ از دانشگاه تهران گرفت. دروه کارشناسی ارشد و دکترای خود را در دانشگاه لندن گذارند. پس از گرفتن مدرک دکترای تخصصی‌اش به ایران بازگشت و مشغول به تدریس در دانشگاه صنعتی امیرکبیر شد. محمد ادریسی پژوهشگر برتر سال ۱۳۸۶ و برگزیده چهره ماندگار در دوره هفتم (۱۳۸۷) بود. این استاد شیمی ایرانی در سال ۱۳۹۴ درگذشت.

## آثار
محمد ادریسی در زمینه شیمی چندین کتاب را تألیف نموده‌است.
- گسترش شیمی از آزمایشگاه در صنعت
- الکتروشیمی تجزیه‌ای
- شیمی تجزیه
- مبانی شیمی تجزیه
- اسپکتروسکوپی تجزیه‌ای
- اصول شیمی تجزیه
- تجزیه دستگاهی
- روش‌های کلاسیک و دستگاهی در شیمی تجزیه
- ساخت و کاربرد مواد نانو
- اسپکتروسکوپی تجزیه‌ای
- روش تحقیق تجربی
- اصول حفاظت محیط زیست